# Francesco Marmaggi
Francesco Marmaggi, né le 31 août 1876 à Rome, capitale du royaume d'Italie, et mort le 3 novembre 1949 à  Rome, est un cardinal italien du XXe siècle et un diplomate du Saint-Siège.

## Biographie
Francesco Marmaggi  fait un travail pastoral dans le diocèse de Rome, est professeur à l'athénée pontifical romain S. Apollinare et exerce des fonctions au sein de la Curie romaine, notamment à la Congrégation pour les affaires ecclésiastiques extraordinaires. Il est élu archevêque titulaire d'Andrinople (de) en  1920 et nonce apostolique en Roumanie (1920), en Tchécoslovaquie (en) (1923) puis en Pologne (1928).
Le pape Pie XI le créé cardinal au consistoire du 18 décembre 1935. Le cardinal Marmaggi est préfet de la Congrégation du concile et participe au conclave de 1939, à l'issue duquel Pie XII est élu.